# 竹山県
竹山県（ちくざん-けん）は中華人民共和国湖北省十堰市に位置する県。

## 行政区画
- 鎮:城関鎮、溢水鎮、麻家渡鎮、宝豊鎮、擂鼓鎮、秦古鎮、得勝鎮、上庸鎮、官渡鎮
- 郷:潘口郷、竹坪郷、大廟郷、双台郷、楼台郷、文峰郷、深河郷、柳林郷